# طيران فلاي جوردن
طيران فلاي جوردن fly-jordan Airline- شركة حديثة في مجال الخدمات السياحية والنقل الجوي بالمملكة الأردنية الهاشمية، وهي تابعة
لشركة سوليتير للطيران، مقرها الرئيس في شارع مكة -عمان -الأردن. وتسير رحلاتها إلي العديد من الوجهات داخلياً وخارجيًا عبر أسطول طائراتها.

## التعريف بالشركة
تأسست الشركة في عام 2015م وسيرت أول رحلاتها في العام ذاته إلي مدينة شرم الشيخ بجمهورية مصر العربية. وتعمل الشركة علي العديد من المطارات التركية مثل، اسطنبول، وانطاليا، وبودروم، ودالامان، وشمشون كما تعمل الشركة أيضاً في رحلات إلي قبرص والمطارات المصرية ، والمجر والنمسا واسكنلندا والولايات المتحدة وغيرها من دول أوربا.
المدير العام لشركة فلاي جوردن هو "باسل عبيدات" ، أما الرئيس التنفيذي للشركة فهو "أمجد المسلماني". تمتلك الشركة طائرتان (وفي طريقهم لغضافة طائرة ثالثة) من طراز بوينج (300) و(737) وهما مرخصتان حسب تعليمات هيئة تنظيم الطيران (AOC) ، أطلقت الشركة علي احدي طائراتها اسم "شهنده" ، وفي وقت لاحق كانت أطلقت علي طارة أخري اسم"ناجح" وهما والدي المدير التنفيذي للشركة "أمجد المسلماني".

## إنجازات الشركة
- خلال أزمة كورونا اعلنت شركة طيران فلاي جوردن عن استعدادها التام لنقل المواطنيين الأردنيين العالقين في الخارج، ووضع طائراته تحت تصرف الحكومة حتى زوال البلاء عن الأردن.[2]
- ابرمت شركة طيران فلاي جوردن اتفاقية مع جمهورية البوسنة والهرسك في مقر سفارة الأخيرة بالأردن ، وذلك لبدء تشغيل رحلات عارضة "سياحية" من مطارالملكة علياء الدولي بالاردن إلي مطار سراييفو الدولي في البوسنة والهرسك بواقع رحلة أسبوعيًا.[3]
- اضافت شركة طيران فلاي جوردن إلي وجهاتها الرئيسة وجهات أخري سياحية مميزة مثل: روما، وفنيسيا ، وبودابست ، والتشيك ، وفينا، وفارنا، وباتومي.[4]
- شاركت شركة طيران فلاي جوردن في أعمال الملتقي الدولي الثامن عشر للسياحة العربية والدينية، وذلك من منطلق أن القطاع السياحي في الأردن بحاجة لمثل هذه المؤتمرات العلمية التي تغذي سوق العمل بالأفكار الجديدة وتكشف عن أفضل الممارسات المطبقة في القطاع السياحي ولا سيما أنه من القطاعات الحيوية. ووجود طيران فلاي جوردن في هذا المعرض هو رسالة لكل المعنيين في قطاع السياحة بانناعلى استعداد لخدمة هذا القطاع وبكافة انواعه وبكل الاتجاهات.[5]
- وقعت شركة طيران فلاي جورد اتفاقية تعاون مشترك مع الشركة الأردنية لأنظمة الطيران (JAC) اذ تقوم الأخيرة وبشكل دوري بتقديم الدعم الفني واللوجيستي الكامل وانجاز الصيانات الفنية اللازمة لطائرات شركة فلاي جوردن.[6]
- وقعت شركة طيران فلاي جوردن اتفاقية مع شركة مصر للطيران للصيانة والأعمال الفنية ، تقوم الأخيرة بموجبها بتقديم الدعم الفني لانشطة الصيانة اليومية في المطارات المصرية.[7]
- وقعت شركة فلاي جوردن اتفاقية لجلب السياح من مملكة البحرين الشقيقة إلى الأردن وذلك ضمن برنامج الشركة الهادف إلى جذب السياح العرب والاجانب إلى الأردن من مختلف دول العالم.[8]
- وقعت شركة طيران فلاي جوردن اتفاقية مع شركتي "مرجان للسياحة والسفر" و"باكير للسياحة" لتسيير (100) رحلة سياحية لأكثر من وجهة سياحية منها اسطنول وانطاليا وشرم الشيخ ومارمريس.[9]
- ان الشركة حققت عام 2021 نسبة التزام بمواعيد الاقلاع 91%، وهذا انجازيسجل لشركة أردنية أحدثت نقلة نوعية في مجال النقل الجوي.[10][11]
- شركة طيران فلاي جوردن تتقدم بخطى ثابتة وتواصل استمراريتها ونجاحها علي الرغم من الظروف القاسية التي كان يمر بها العالم في الستوات الثلاث الأخيرة ، وعلي الرغم أيضاً من كونها شركة حديثة في مجال النقل الجوي.[12]